# Bahnstrecke Scharzfeld–St. Andreasberg
| |                         |                                    |                                    |
| Streckennummer: | 1815                    |                                    |                                    |
| Kursbuchstrecke (DB): | 357                     |                                    |                                    |
| Kursbuchstrecke: | 176h (1934) 200g (1946) |                                    |                                    |
| Streckenlänge: | 15,3 km                 |                                    |                                    |
| Spurweite: | 1435 mm (Normalspur)    |                                    |                                    |
| |                         |                                    |                                    |
| \| \| \| Südharzstrecke von Herzberg \| \| \| \| 0,00 \| Scharzfeld \| Scharzfeld \| \| \| \| Südharzstrecke nach Nordhausen \| \| \| \| \| ehem. B 27 und ehem. B 243 \| \| \| \| 1,14 \| Barbis-Zoll \| Barbis-Zoll \| \| \| \| ehem. B 27 \| \| \| \| \| B 243 (Odertalbrücke) \| \| \| \| 4,13 \| Bad Lauterberg (Harz) \| Bad Lauterberg (Harz) \| \| \| 4,26 \| ehem. B 27 \| ehem. B 27 \| \| \| 4,27 \| Lutter \| Lutter \| \| \| \| Barytbahn \| \| \| \| 5,51 \| Bad Lauterberg Kurpark \| Bad Lauterberg Kurpark \| \| \| 7,48 \| B 27 \| B 27 \| \| \| 7,71 \| Odertal \| Odertal \| \| \| 8,14 \| Sperrlutter \| Sperrlutter \| \| \| \| Sperrlutter \| \| \| \| 12,67 \| Sperrluttertal \| Sperrluttertal \| \| \| 15,31 \| St. Andreasberg West (Silberhütte) \| St. Andreasberg West (Silberhütte) \| \| \| \| St. Andreasberger Kleinbahn \| \| |                         |                                    |                                    |
| Strecke |                         | Südharzstrecke von Herzberg        | Südharzstrecke von Herzberg        |
| Dienststation / Betriebs- oder Güterbahnhof | 0,00                    | Scharzfeld                         | Scharzfeld                         |
| Abzweig ehemals geradeaus und nach rechts |                         | Südharzstrecke nach Nordhausen     | Südharzstrecke nach Nordhausen     |
| Bahnübergang (Strecke außer Betrieb) |                         | ehem. B 27 und ehem. B 243         | ehem. B 27 und ehem. B 243         |
| Haltepunkt / Haltestelle (Strecke außer Betrieb) | 1,14                    | Barbis-Zoll                        | Barbis-Zoll                        |
| Bahnübergang (Strecke außer Betrieb) |                         | ehem. B 27                         | ehem. B 27                         |
| Strecke mit Straßenbrücke (Strecke außer Betrieb) |                         | B 243 (Odertalbrücke)              | B 243 (Odertalbrücke)              |
| Bahnhof (Strecke außer Betrieb) | 4,13                    | Bad Lauterberg (Harz)              | Bad Lauterberg (Harz)              |
| Bahnübergang (Strecke außer Betrieb) | 4,26                    | ehem. B 27                         | ehem. B 27                         |
| Brücke über Wasserlauf (Strecke außer Betrieb) | 4,27                    | Lutter                             | Lutter                             |
| Kreuzung (Strecken außer Betrieb) |                         | Barytbahn                          | Barytbahn                          |
| Haltepunkt / Haltestelle (Strecke außer Betrieb) | 5,51                    | Bad Lauterberg Kurpark             | Bad Lauterberg Kurpark             |
| Bahnübergang (Strecke außer Betrieb) | 7,48                    | B 27                               | B 27                               |
| Bahnhof (Strecke außer Betrieb) | 7,71                    | Odertal                            | Odertal                            |
| Brücke über Wasserlauf (Strecke außer Betrieb) | 8,14                    | Sperrlutter                        | Sperrlutter                        |
| Brücke über Wasserlauf (Strecke außer Betrieb) |                         | Sperrlutter                        | Sperrlutter                        |
| Haltepunkt / Haltestelle (Strecke außer Betrieb) | 12,67                   | Sperrluttertal                     | Sperrluttertal                     |
| Bahnhof (Strecke außer Betrieb) | 15,31                   | St. Andreasberg West (Silberhütte) | St. Andreasberg West (Silberhütte) |
| Strecke (außer Betrieb) |                         | St. Andreasberger Kleinbahn        | St. Andreasberger Kleinbahn        |

Die Bahnstrecke Scharzfeld–St. Andreasberg, auch als Odertalbahn bezeichnet, war eine eingleisige, nicht elektrifizierte Eisenbahnstrecke von Scharzfeld über Bad Lauterberg nach St. Andreasberg-Silberhütte. Der Name leitet sich vom Fluss Oder ab, dem die bis 2007 in mehreren Etappen abgebaute Strecke auf weiten Teilen folgte.

## Geschichte
Die Strecke wurde am 10. Juli 1884 bis Bad Lauterberg (damals noch Lauterberg) eröffnet und am 1. November 1884 bis zu dem damaligen Endpunkt St. Andreasberg verlängert. Um diesen besser mit dem Ortszentrum verbinden zu können, gab es von 1913 bis 1959 die St. Andreasberger Kleinbahn, eine Zahnradbahn von St. Andreasberg West hinauf nach St. Andreasberg Stadt. Sie besaß zwei eigene Zahnrad-Dampflokomotiven, zwei Bergbahn-Personenwagen und übernahm in Silberhütte die Güterwagen bis hinauf in den Stadtbahnhof. Es gab auch Pläne des preußischen Oberingenieurs Georg Fichtner aus Berlin, die Eisenbahnstrecke bis nach Bad Harzburg zu verlängern. Dieses Projekt wurde aber nicht mehr ausgeführt.
Nach kriegsbedingter Unterbrechung wurde der Verkehr am 1. August 1945 wieder aufgenommen. Ab 1948 wurde auch der Wintersportverkehr mit Sonderzüge von Göttingen wieder aufgenommen. Der Verkehr war schon frühzeitig auf Triebwagen umgestellt worden. Im Jahr 1963 verkehrten werktags zehn Zugpaare, sonntags acht, zusätzlich noch ein Eiltriebwagen Bad Lauterberg–Göttingen.
Als Fahrzeuge waren nach den Uerdinger Schienenbussen ab 1976 Triebwagen der Baureihe 515, und ab 1988 der Baureihen  628 und 624 im Einsatz.
Es verkehrte zudem das Eilzugpaar E 3754/3737 Bielefeld–Odertal.
Im Zuge des allgemein seit den 1970er Jahren einsetzenden Nebenbahnsterbens verlor die Strecke schrittweise ihren Personenverkehr.
Die Einstellungsdaten des Personenverkehrs
- 27. September 1975: Odertal–Silberhütte
- 3. Juni 1984: Bad Lauterberg–Odertal
- 12. Dezember 2004: Scharzfeld–Bad Lauterberg

Die Einstellungsdaten des Güterverkehrs
- 30. Oktober 1976: Odertal–St. Andreasberg
- 1. Juni 1984: Bad Lauterberg–Odertal
- 31. Dezember 2001 Scharzfeld–Bad Lauterberg

Streckenrückbau
- Ende 1976: Odertal–St. Andreasberg West
- November/Dezember 1984: Bad Lauterberg–Odertal
- November 2007: Scharzfeld–Bad Lauterberg

Auf der Reststrecke Scharzfeld–Bad Lauterberg wurde am 12. Dezember 2004 der zuletzt mit Triebwagen der DB-Baureihe 614 betriebene Personenverkehr Herzberg–Scharzfeld–Bad Lauterberg eingestellt; zum Fahrplanwechsel am 11. Dezember 2005 wurde dann der Bahnhof Scharzfeld durch einen neuen Haltepunkt Bad Lauterberg im Harz Barbis an der Südharzstrecke ersetzt. Dieser Haltepunkt, mit welchem Bad Lauterberg wieder einen Personenverkehrs-Halt bekam, liegt jedoch über 4 km westlich des Stadtkerns im Ortsteil Barbis. Allerdings lag auch der ehemalige Bahnhof Bad Lauterberg (Harz) rund 1 km entfernt vom Stadtkern.
Eigentümerin des Abschnittes Scharzfeld–Bad Lauterberg war zuletzt die private Westfälische Almetalbahn, aus deren Sicht sich ein weiterer Betrieb wirtschaftlich allerdings nicht aufrechterhalten ließ, da hierfür mehrere Millionen Euro in den Streckenoberbau und die Sicherungstechnik der damals acht Bahnübergänge hätten investiert werden müssen; im Mindestfall wären heute drei Bahnübergange zu betreiben, von denen einer noch komplett erhalten ist.
Die Strecke, welche nördlich von Bad Lauterberg ohnehin abgebaut war und südlich nur noch einmal 2006 zum Abstellen von Güterwagen diente, wurde im November 2007 im Zuge der Vorbereitungen für die Odertalbrücke endgültig mittels Zweiwegebagger abgebaut. Die zu diesem Zeitpunkt noch in Bad Lauterberg abgestellten Güterwagen wurden an Ort und Stelle verschrottet. Kurioserweise wurde neuer Bahnschotter nach der Vollendung der Odertalbrücke 2012 im Bereich des ehemaligen Bahnübergangs der Bundesstraße 27 verlegt, welcher sich direkt unter der Brücke befand; Gleise liegen hier aber weiterhin keine.

## Streckenverlauf
Die Strecke hat ihren Ausgangspunkt im seit 2005 nicht mehr im Personenverkehr bedienten Bahnhof Scharzfeld, im nördlichen Bahnhofsteil. Der Bahnhof Scharzfeld liegt an der Hauptstrecke von Northeim nach Nordhausen, der normalspurigen Südharzstrecke. Von Scharzfeld aus erreichte die Strecke über den in einem Einschnitt liegenden Haltepunkt Zoll zunächst den Bad Lauterberger Bahnhof, welcher neben einigen Rangiergleisen auch mehrere Anschlussgleise und eine Laderampe besaß. Anschließend kreuzte die Strecke die schmalspurige Barytbahn und verlief quer durch den Ort entlang der Oder, bis sie den zentrumsnahen Haltepunkt Bad Lauterberg Kurpark erreichte, und quer durch den Kurpark verlief. Anschließend folgten die Stationen Odertal, Sperrluttertal und St. Andreasberg West (Silberhütte), dort bestand Anschluss an die normalspurige St. Andreasberger Kleinbahn.

## Heutiger Zustand

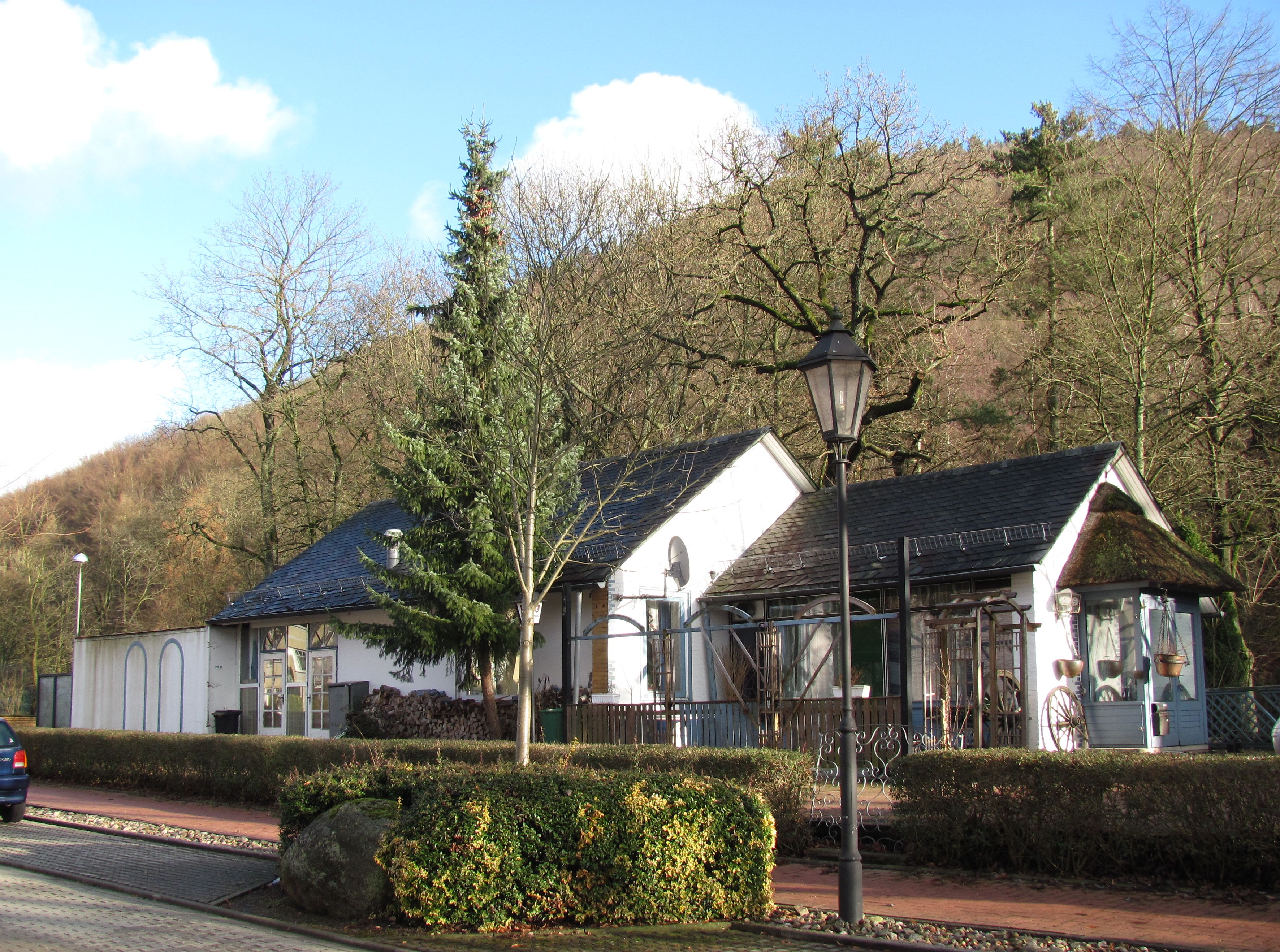
Haltepunkt Bad Lauterberg Kurpark

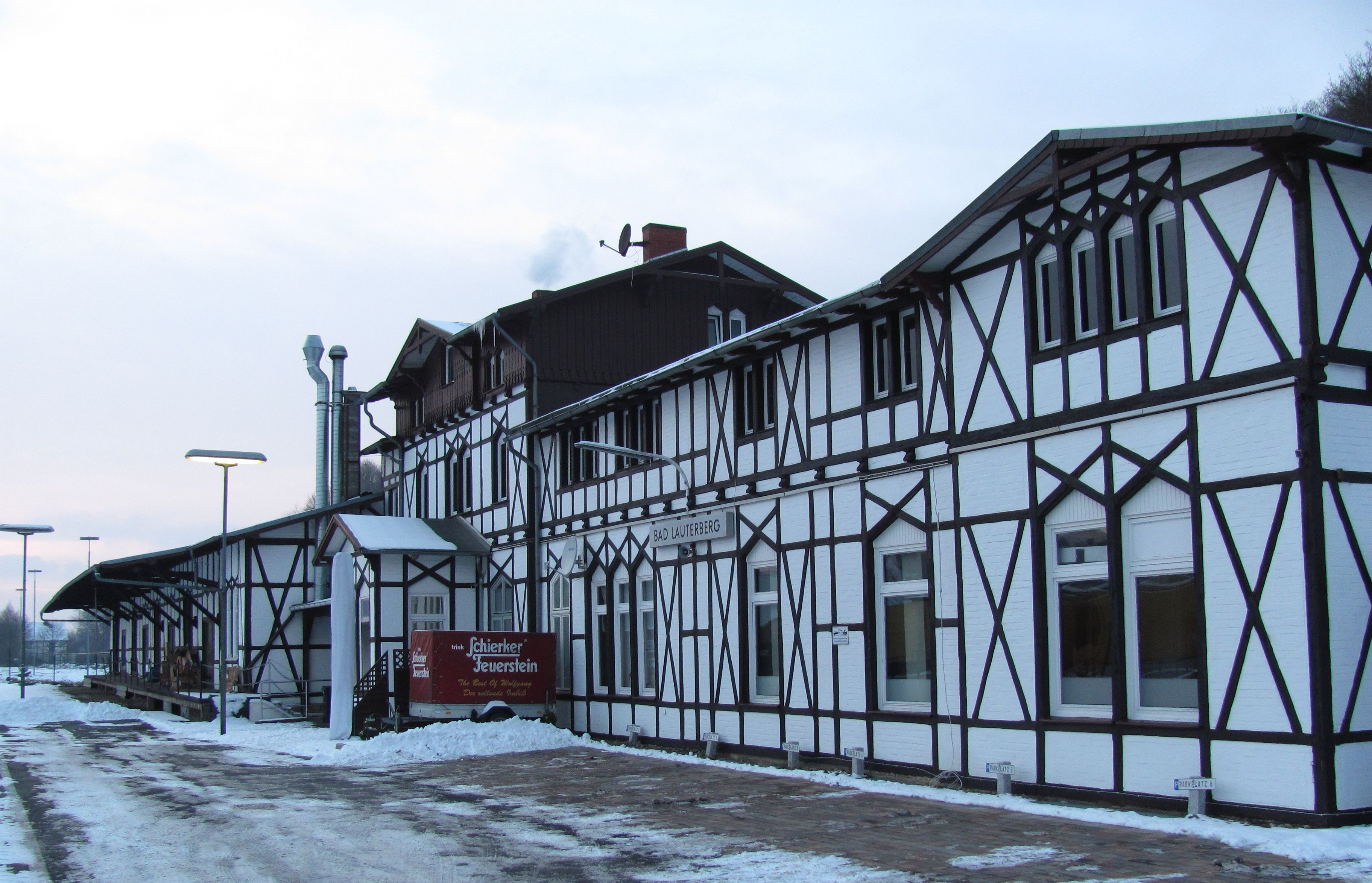
Bahnhof Bad Lauterberg (Harz)

Der gleislose Bahndamm ist heute außerhalb der Bebauungen Bad Lauterbergs noch komplett erhalten, großenteils sogar mit Schotter. In Silberhütte ist zudem ein Stück altes Anschlussgleis erhalten geblieben. Zwischen Silberhütte und Odertal kann man gut auf dem Bahndamm wandern. Zwischen Odertal und Bad Lauterberg Kurpark wurde die Strecke größtenteils zum Geh- und Radweg umgebaut. Nur zwischen dem Bahnhof Bad Lauterberg und Bad Lauterberg Kurpark wurde die ehemalige Strecke fast vollständig überbaut.
Zudem sind die Empfangsgebäude und Bahnsteige der Stationen Scharzfeld, Bad Lauterberg (Harz) und Odertal noch komplett vorhanden. Das im Fachwerkstil errichtete Gebäude des Bad Lauterberger Bahnhofes stand ursprünglich am Hildesheimer Ostbahnhof, als "Altenbekener Bahnhof" bekannt und wurde Anfang der 1870er Jahre erbaut. Als die Bahngesellschaft ab 20. Mai 1880 den Hildesheimer Hauptbahnhof nutzen durfte, wurde der "Altenbekener Bahnhof" aufgegeben und abgetragen. Das Empfangsgebäude wurde in Bad Lauterberg wieder aufgebaut und in Betrieb genommen. Während der Bahnhof Bad Lauterberg heute als Gaststätte genutzt wird, befindet sich das Empfangsgebäude von Odertal in Privatbesitz eines Angelsportvereines. St. Andreasberg West existiert nicht mehr; Bad Lauterberg Kurpark wurde Anfang Januar 2015 mit Ende des Cafébetriebes ebenfalls abgerissen.
Entlang der gesamten Strecke verkehrt heute die Buslinie 450 im Verkehrsverbund Südniedersachsen, bis Herzberg am Harz durchgebunden, wo vom dortigen Bahnhof Anschluss zum Zug besteht. Zwischen Herzberg und Bad Lauterberg fährt der Bus täglich im Stundentakt, weiter nach St. Andreasberg Stadt nur alle zwei Stunden.